# Élections territoriales sénégalaises de 1957
Les élections territoriales sénégalaises de 1957  se déroulent le 31 mars 1957 afin de pourvoir les 60 membres de l'Assemblée territoriale du Sénégal, alors territoire d’outre-mer de l’Union française. Les élections ont lieu pour la première fois sous la Loi-cadre Defferre, qui instaure une semi autonomie dans les différentes composantes de l'Union
Les élections voient la victoire du parti mené par Léopold Sédar Senghor, le Bloc populaire sénégalais (BPS), qui remporte 47 sièges sur 60, suivi du Parti sénégalais d'action socialiste (PSAS) avec 12 sièges et d'un élu d'un parti régional.
L'année suivant les élections, le PBS et le PSAS fusionnent pour donner naissance à l'Union progressiste sénégalaise.

## Résultats
|                           |                                             |           |       |        |     |  |  |  |  |  |  |  |  |  |
| Partis                    | Partis                                      | Votes     | %     | Sièges | +/- |  |  |  |  |  |  |  |  |  |
|                           | Bloc populaire sénégalais (BPS)             | 449 844   | 78,0  | 47     | 6   |  |  |  |  |  |  |  |  |  |
|                           | Parti sénégalais d'action socialiste (PSAS) | 66 458    | 11,5  | 12     | Nv  |  |  |  |  |  |  |  |  |  |
|                           | Listes régionales                           | 58 465    | 10,1  | 1      | Nv  |  |  |  |  |  |  |  |  |  |
|                           | Autres listes                               | 1 631     | 0,3   | 0      | –   |  |  |  |  |  |  |  |  |  |
|                           |                                             |           |       |        |     |  |  |  |  |  |  |  |  |  |
| Suffrages exprimés        | Suffrages exprimés                          | 576 401   | 99,18 |        |     |  |  |  |  |  |  |  |  |  |
| Votes blancs et invalides | Votes blancs et invalides                   | 4 767     | 0,82  |        |     |  |  |  |  |  |  |  |  |  |
| Total                     | Total                                       | 581 168   | 100   | 60     | 10  |  |  |  |  |  |  |  |  |  |
| Abstentions               | Abstentions                                 | 482 778   | 45,38 |        |     |  |  |  |  |  |  |  |  |  |
| Inscrits / participation  | Inscrits / participation                    | 1 063 946 | 54,62 |        |     |  |  |  |  |  |  |  |  |  |